# لويس ويلسون (سياسي)
لويس ويلسون (بالإسبانية: Luis Wilson)‏ هو طبيب وسياسي بيروفي، ولد في 20 فبراير 1962 في بيرو. حزبياً، نشط في التحالف الثوري الشعبي الأمريكي (23 يناير 2008 – 31 مارس 2010). وقد انتخب عضو مجلس الشيوخ البيروفي ‏.